# 18015 Semenkovich
18015 Semenkovich è un asteroide della fascia principale. Scoperto nel 1999, presenta un'orbita caratterizzata da un semiasse maggiore pari a 2,3514252 UA e da un'eccentricità di 0,0468477, inclinata di 6,29218° rispetto all'eclittica.